# Pakunden (Sukorejo)
Pakunden is een bestuurslaag in het regentschap Blitar van de provincie Oost-Java, Indonesië. Pakunden telt 9562 inwoners (volkstelling 2010).